# Euzonus japonicus
Euzonus japonicus är en ringmaskart som beskrevs av Misaka och Masanori 2003. Euzonus japonicus ingår i släktet Euzonus och familjen Opheliidae. Inga underarter finns listade i Catalogue of Life.